# HD 3326
HD3326 — хімічно пекулярна зоря спектрального класу A6, що має видиму зоряну величину в
смузі V приблизно  6.1.
Вона знаходиться  у сузір'ї Кита
й розташована на відстані близько 159 світлових років від Сонця.

## Фізичні характеристики
Зоря HD3326 обертається порівняно швидко навколо своєї осі. Проєкція її екваторіальної швидкості на промінь зору становить Vsin(i)= 110км/сек.